# Hipposideros speoris
Hipposideros speoris — є одним з видів кажанів родини гіпосідерові.

## Поширення
Країни поширення: Індія (штати Андхра-Прадеш, Гуджарат, Карнатака, Керала, Махараштра, Орісса, Таміл-Наду, Уттар-Прадеш), Шрі-Ланка. Записаний до висоти 1385 м над рівнем моря. Живе від сухих рівнин до лісових схилів у печерах, карстових порожнинах, підземних підвалах, старих фортецях, палацах, під мостами, у старих покинутих будівлях, храмах, тунелях. Він має повільний і низький політ і полює на комах близько до землі. Дієта складається з жорсткокрилих, двокрилих, комарів й інших комах. Один малюк народжується після періоду вагітності 135—140 днів.

## Охорона виду
Вид занесений до списку МСОП як такий, що викликає найменші занепокоєння, оскільки він має широкий ареал, може адаптуватися до широкого спектра середовищ існування, має велику чисельність, що не подає ознак швидкого скорочення.
Вид перебуває під локальною загрозою зникнення в деяких районах Індії через полювання для місцевого споживання та медичних цілей, винищення шляхом фумігації, порушення місць гніздування через діяльність, пов'язану з туризмом, видобуванням каміння, а також через забудову, наприклад, знесення старих занедбаних будівель, що призводить до втрати місць гніздування.
У штатах Карнатака і Керала виду загрожує вилов кажанів для використання в їжу і в медичних цілях, тоді як у Махараштрі виду загрожує шкода, спричинена туризмом та іншою діяльністю людини. Для шрі-ланкійських популяцій цього виду не виявлено жодних загроз.